# Paraplonobia herniariae
Paraplonobia herniariae är en spindeldjursart som först beskrevs av Bagdasarian 1954.  Paraplonobia herniariae ingår i släktet Paraplonobia och familjen Tetranychidae. Inga underarter finns listade i Catalogue of Life.